# Валь, Эдуард Карлович фон
Эдуард Карлович фон Валь (нем. Eduard Georg von Wahl; 19 февраля [3 марта] 1833, Эстляндская губерния — 17 [29] января 1890, Дерпт) — русский врач-хирург, ректор Дерптского университета. Отец художницы Анны Валь.

## Биография
Родился 19 февраля (3 марта) 1833 в деревне Ватла (Гапсальский уезд Эстляндской губернии) в семье барона Карла Георга фон Валя (1806—1876) и англичанки Энн урождённой Ригби (Anne Rigby, 1804—1869), сестры английской писательницы и путешественницы Элизабет Ригби. Родители развелись в 1837 году.
В 1843—1848 годах учился в Биркенруской гимназии; с 1851 года — в Дерптском университете. Сначала учился на естественном отделении физико-математического факультете; в 1854 году за сочинение по минералогии получил золотую медаль, а в 1855 году степень кандидата университета. Продолжил обучение на медицинском факультете и в 1859 году получил степень доктора медицины.
С 26 января 1860 до 1863 года был ординатором петербургского Петропавловского госпиталя, в 1863—1865 годах — в больнице Марии Магдалины, в 1865—1868 годах — старший врач в больнице лейб-гвардии Измайловского полка.
В 1869—1876 годах был главным врачом хирургического отделения детской больницы принца Петра Ольденбургского.
С 1876 года работал в Дерптском университете: до 1878 года — ординарный профессор государственного врачебноведения, затем — профессор кафедры хирургии. В 1881—1885 годах — ректор Дерптского университетa.
Во время русско-турецкой войны в 1877 году был старшим врачом лазарета при Систове.
Несколько лет был редактором «St.-Petersburger medicinische Wochenschrift». Он указал на необходимость изучения проказы в Прибалтийском крае. На собственные средства основал психиатрическую клинику в Дерпте.
Умер в Дерпте 17 (29) января 1890 года.

## Награды
- орден Св. Владимира 4-й ст. (1868)
- орден Св. Станислава 2-й ст. (1871)
- орден Св. Анны 2-й ст. с императорской короной (1873)
- орден Св. Владимира 3-й ст. (1876)